# Planasker Primary School

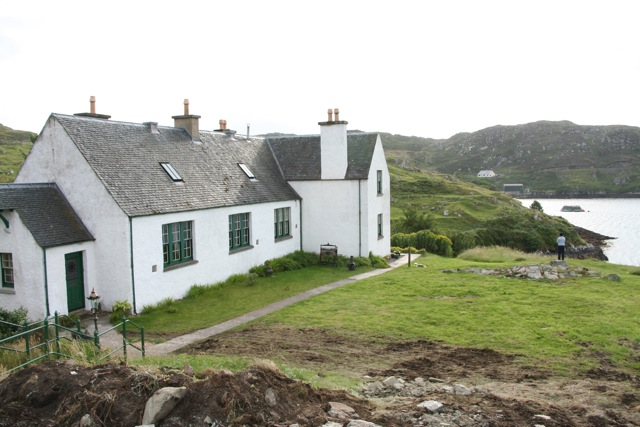
Planasker Primary School

Die Planasker Primary School ist eine ehemalige Schule der Primarstufe in der Ortschaft Marvig auf der schottischen Hebrideninsel Lewis and Harris. 1993 wurde das Bauwerk in die schottischen Denkmallisten in der Denkmalkategorie B aufgenommen.

## Geschichte
Bereits vor 1880 existierte in Marvig eine Schule. Diese war in einem kleinen strohgedeckten Gebäude untergebracht. Die Planasker Primary School wurde auf Grundlage des Bildungsgesetzes von 1872 gegen Ende der 1870er Jahre eingerichtet und vermutlich ab 1880 für die Schüler aus Marvig und dem benachbarten Calbost genutzt. Ihr Name leitet sich vermutlich von schottisch-gälisch Blar an Eas Duibh („Ebene am schwarzen Wasserfall“) ab. Ein „Schwarzer Wasserfall“ genanntes Objekt findet sich in der Umgebung. Die höchste Schülerzahl wurde in den 1890er Jahren mit 120 erreicht. 1953 besuchten 11, 1973 noch 13 Schüler die Planasker Primary School. Der Schulbetrieb wurde 1973 eingestellt.

### Schulleitung
- Juli 1880–Juli 1881: Roderick Mackenzie
- Juli 1881–September 1882: Alexander Wright, verließ die Schule auf eigenen Wunsch
- November 1882–August 1886: James MacDougall, zuvor 26 Jahre an einer Schule in Stornoway tätig
- August 1886–Januar 1888: Alexander Shanks, zuvor an der Achmore School, verließ die Schule auf eigenen Wunsch
- März 1888–Oktober 1888: John Macleod, verließ die Schule auf eigenen Wunsch
- 1895–1905: William Kerr, aus Perthshire beziehungsweise ursprünglich aus Caithness
- 1920–1927: Iain Macarthur
- 1927–1946: Donald Macarthur
- 1946–1953: Kenneth Macleod
- 1953–1956: Margaret Smith
- 1956–1973: Janet Macdonald[2]

## Beschreibung
Wie zu dieser Zeit in den ländlichen Regionen der Hebriden üblich, umfasste der Schulkomplex auch die Lehrerwohnung. Am vorliegenden Objekt sind beide unter einem Dach vereint. Das Gebäude steht im Zentrum der Streusiedlung Marvig nahe der Küste der Meeresbucht Loch Marvig. Es weist viele Gemeinsamkeiten mit der Schule im nahegelegenen Cromore auf, die jedoch im Laufe der Jahre in größerem Umfang überarbeitet wurde. Die eingeschossige Planasker Primary School weist einen asymmetrischen, grob T-förmigen Grundriss auf, wobei die Lehrerwohnung die westgerichteten kurzen Schenkel einnimmt. Das Schulgebäude ist drei Achsen weit. Es sind kleinflächige Sprossenfenster eingelassen. Die Fassaden sind mit Harl verputzt. Aus dem straßenseitigen Ostgiebel tritt ein kleiner Vorbau mit dem Eingangsbereich heraus. Der Firstbereich seines Satteldachs ist über die Fassade fortgeführt, um Schutz für ein Geläut zu bieten, das nicht erhalten ist. Die schiefergedeckten Satteldächer sind mit trauf- beziehungsweise firstständigen Kaminen ausgeführt.